# Переволоченский 176-й пехотный полк
176-й пехотный Переволоченский полк — пехотная воинская часть Русской императорской армии.

## Формирование полка
Полк сформирован 31 июля 1877 г. из кадра Полтавского местного батальона и запасно-отпускных нижних чинов под названием 27-го резервного пехотного батальона. 10 октября 1878 г. батальон был переименован в 64-й резервный пехотный кадровый батальон, которому 31 марта 1880 г. пожаловано простое знамя. 25 марта 1892 г. батальону присвоено наименование Переволоченского резервного батальона. 1 декабря 1892 г. батальон переформирован в двухбатальонный полк, названный 189-м пехотным резервным полком. 1 января 1898 г. сформировано еще два батальона, и полк назван 176-м пехотным Переволоченским полком.
Полковой праздник — 26 ноября.
Участие в боевых действиях
Полк — активный участник Первой мировой войны. Доблестно действовал в Галицийской битве 1914 г. Сражался в Наревской операции 10-20 июля 1915 г.
17 января 1917 г. выдержал ожесточенный бой с германцами в районе Кальцемского шоссе.

## Командиры полка
- 01.07.1903 — полковник Багенский, Николай Иванович
- 1908—1909 — полковник Боярский, Болеслав Иоакимович
- 23.05.1909 — 10.03.1914 — полковник Гаврилов, Сергей Иванович
- 03.1914 — 10.09.1914 — полковник Бонч-Бруевич, Михаил Дмитриевич
- 21.11.1914 — 13.04.1916 — полковник Пожарский, Иосиф Фомич

## Известные люди, служившие в полку
- Павлов, Сергей Дмитриевич («Ми́чман Па́влов») — участник Первой мировой, Гражданской и Великой Отечественной войн, полковник. За действия против армии Колчака дважды награждён орденом Красного Знамени.